# Charanda
La charanda es una bebida alcohólica regional mexicana, anteriormente denominada aguardiente, típica del estado de Michoacán, obtenida por destilación y rectificación de mostos fermentados, preparados a partir de jugo de caña o de sus derivados, como el melao (jugo concentrado por evaporación), el piloncillo, la melaza o el propio azúcar cristalizado, o bien con subproductos del azúcar refinado, como las mieles incristablizables de los ingenios azucareros aledaños a Uruapan, o producto dañado, por lo cual los ingenios no distribuyen comercialmente el azúcar.
Originalmente el producto de la fermentación y posterior doble destilación del aguardiente, es un destilado con esencias a caña dulce, incoloro principalmente, que cuando es reposado en barricas de madera de roble o de encino torna a un color ambarino. Su contenido alcohólico varía de 50 % a 55 % por cada 100 mililitros o centímetros cúbicos.
Este destilado ha existido por lo menos desde 1857. Es una de las razones por las que el nombre purépecha charanda persiste en su lengua materna, que significa «tierra colorada», en honor del cerro La Charanda, ubicado  en inmediaciones de Uruapan, en cuya falda se edificó la primera destilería, aprovechando el piloncillo que se produce en la región y el oficio del mejor alambiquero de la zona: Fidel Altamirano Contreras. Se ocupó un edificio fincado por Eduardo Chávez Alba, empresario originario de Taretan, y quien bautizó la bebida como «La Charanda». para establecer su fábrica de aguardiente. Su viuda, Soledad de la Peña, en los años 1960 la rentó a Alfonso Figueroa Torres, de prosapia aguardientera, propietario de la fábrica de La perla (establecida en 1917), para continuar la producción del aguardiente de caña marca Charanda, lo cual prevaleció hasta los años 1970, cuando la sucesión de la señora dio por terminada la relación.

## Denominación de origen
El 28 de agosto de 2003, el gobierno mexicano otorga la denominación de origen al Charanda y establece como región geográfica a 16 municipios del estado de Michoacán.
A nivel internacional, el gobierno mexicano registró la denominación de origen ante la Organización Mundial de la Propiedad Intelectual, conforme al Sistema de Lisboa, en 2005, para los mismos municipios.

### Municipios
Los municipios que se incluyen en la DO son: Ario, Cotija, Gabriel Zamora, Nuevo Parangaricutiro, Nuevo Urecho, Peribán de Ramos, Los Reyes, Salvador Escalante, Tacámbaro, Tancítaro, Tangancícuaro, Taretán, Tocumbo, Turicato, Uruapan y Ziracuarétiro (total de 16). Se ubican en el centro del estado, donde se da el cultivo de caña de azúcar.

## Historia de la charanda
Cleofas Murguía Liera fundó y produjo la marca Uruapan, en el casco de la propiedad denominada La Bohemia, fundada en 1907, ubicada en las proximidades del parque nacional Eduardo Ruiz, a pocos metros de distancia de la fábrica La Perla, propiedad de Alfonso Figueroa Torres. Por los años 1930, a ellos se sumó don Miguel Figueroa Torres, con su marca Riyitos, que aprovechaba aguas de un manantial propio, en la huerta de ese nombre, situada igualmente a pocos metros de los manantiales del parque nacional mencionado. Posteriormente se expropió el manantial, para abastecer de agua a la población de Uruapan.
La caña de azúcar que se utiliza en esa zona crece a más de 1 500 metros sobre el nivel del mar. Su contenido de azúcar es mayor que el de las variedades de caña que crecen por debajo de esa altitud. Como en todo destilado, para el proceso de fermentación del dulce, su maduración y la doble destilación final, es fundamental disponer de agua de excelente calidad. Posteriormente puede darse al destilado el beneficio del añejamiento, de preferencia en madera de encino, que se debe utilizar en las cubas de fermentación de los mostos y en los ductos que trasiegan a éstos hasta el alambique, los cuales siempre han sido de cobre, cebados sus hornos con leña de ocote.

## Elaboración de la charanda
El proceso de elaboración es similar al de los rones y otros aguardientes de caña. Lo que hace especial a la charanda es la materia prima: caña de altura y la tierra de cultivo, así como, de modo preponderante, la calidad del agua que se utiliza. Genéricamente es ron. Sus características y particularidades están asentadas en la denominación de origen, del 27 de agosto de 2003, en la cual se establece que ningún destilado de caña en el mundo, con excepción del producido en 16 municipios de Michoacán, con caña de cultivo local y agua de manantiales de la región, puede lícitamente denominarse charanda.
En Michoacán, los charanderos aseguran que su producto no enfrentará crisis como la del tequila, porque los ciclos de producción de la caña son muy distintos a los del agave azul. "Mientras que un agave tiene que madurar por siete u ocho años para estar listo para producir tequila, nosotros podemos tener hasta dos zafras al año". Habría que considerar los flujos de la demanda en el mercado, porque hasta la fecha este producto es eminentemente artesanal y su consumo es local dentro del estado de Michoacán, aunque ha trascendido las fronteras, por la originalidad de las marcas actuales, diseñadas con elementos mercadológicos que han catalizado la demanda en países donde la población inmigrante tiene raíces michoacanas.
De manera similar al ron, la charanda aporta la ventaja de poder mezclarse con jugos, aguas frescas, refrescos embotellados y con otros licores.